# Telomerina levifrons
Telomerina levifrons är en tvåvingeart som först beskrevs av Arnold Spuler 1925.  Telomerina levifrons ingår i släktet Telomerina och familjen hoppflugor. Arten är reproducerande i Sverige. Inga underarter finns listade i Catalogue of Life.